# 維斯瓦畔電廠
維斯瓦畔電廠（波蘭語：Elektrownia Powiśle）是一座廢棄的的发电厂，于1904年在波蘭华沙維斯瓦河畔區建立，也称为华沙发电厂和市政发电厂。该发电厂起初是一家私人发电厂。1933年受到国家监督，1937年由华沙市议会接管。发电厂在1939年波蘭戰役和1944年华沙起义期间一直运作直至1944年9月關閉。1945年4月重新开放，并于1990年代初关闭。其中一些保留下来的建筑经过改造，2020年成為商場和休閒娛樂中心。

## 圖庫

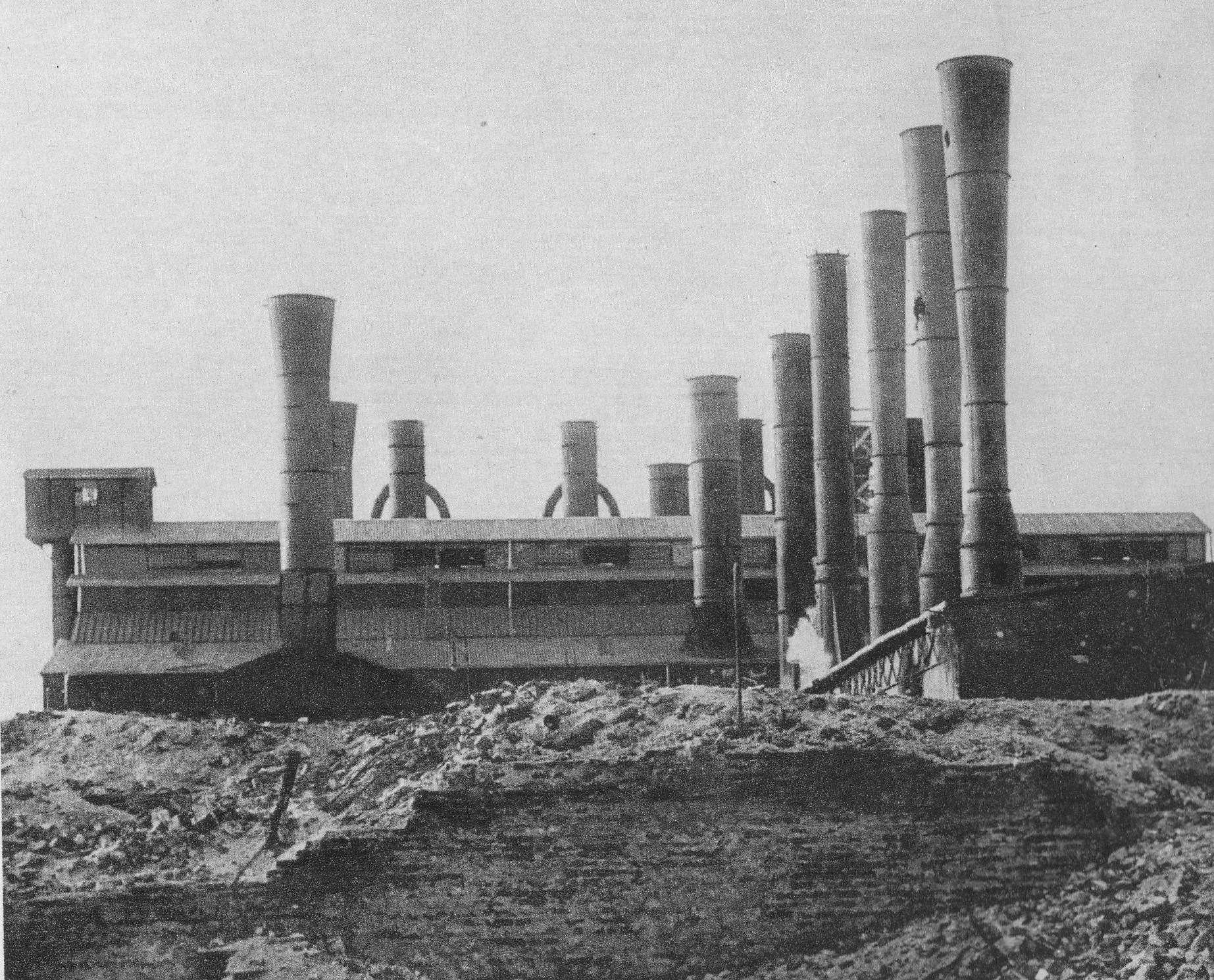
1945年的電廠
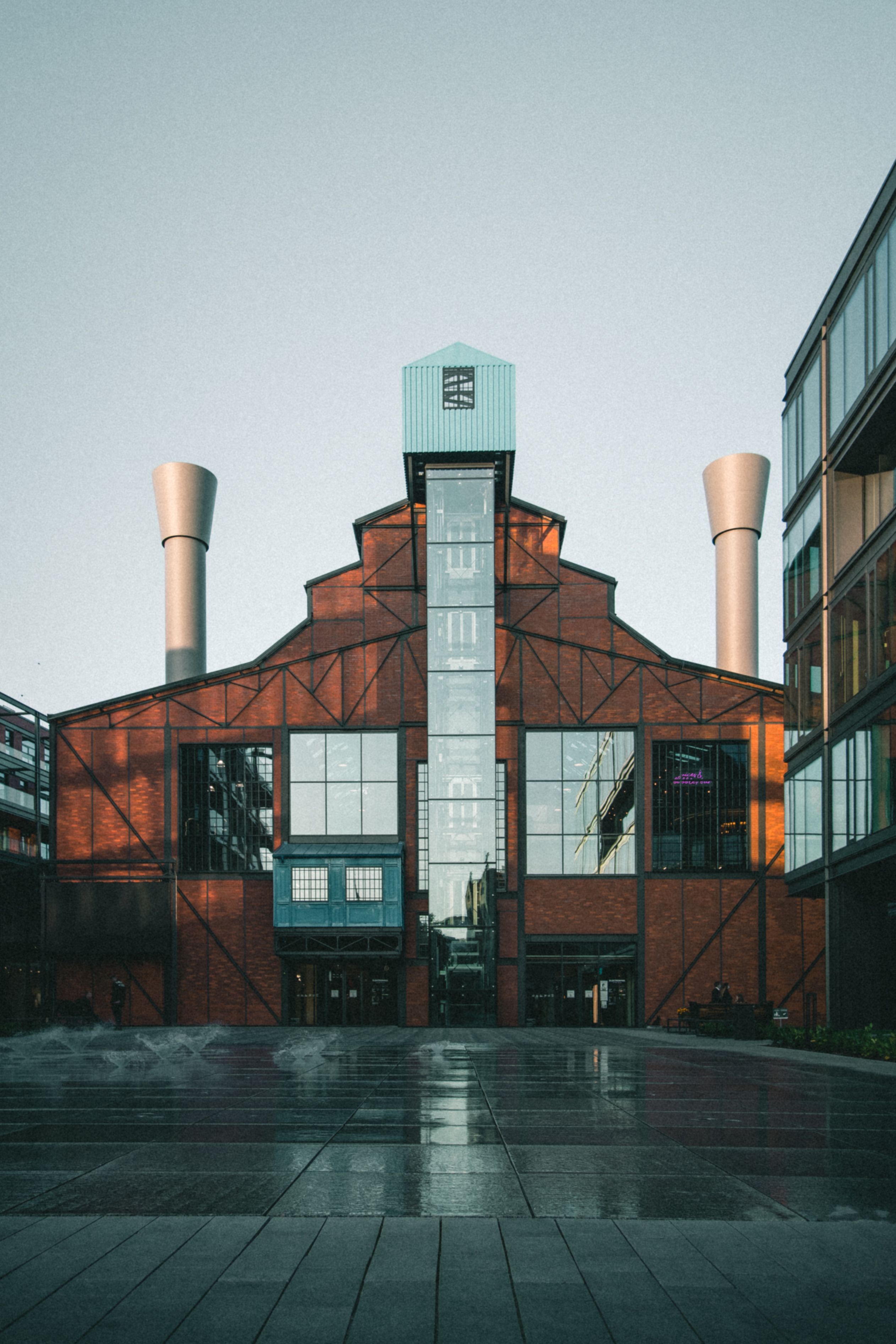
改造後的商場
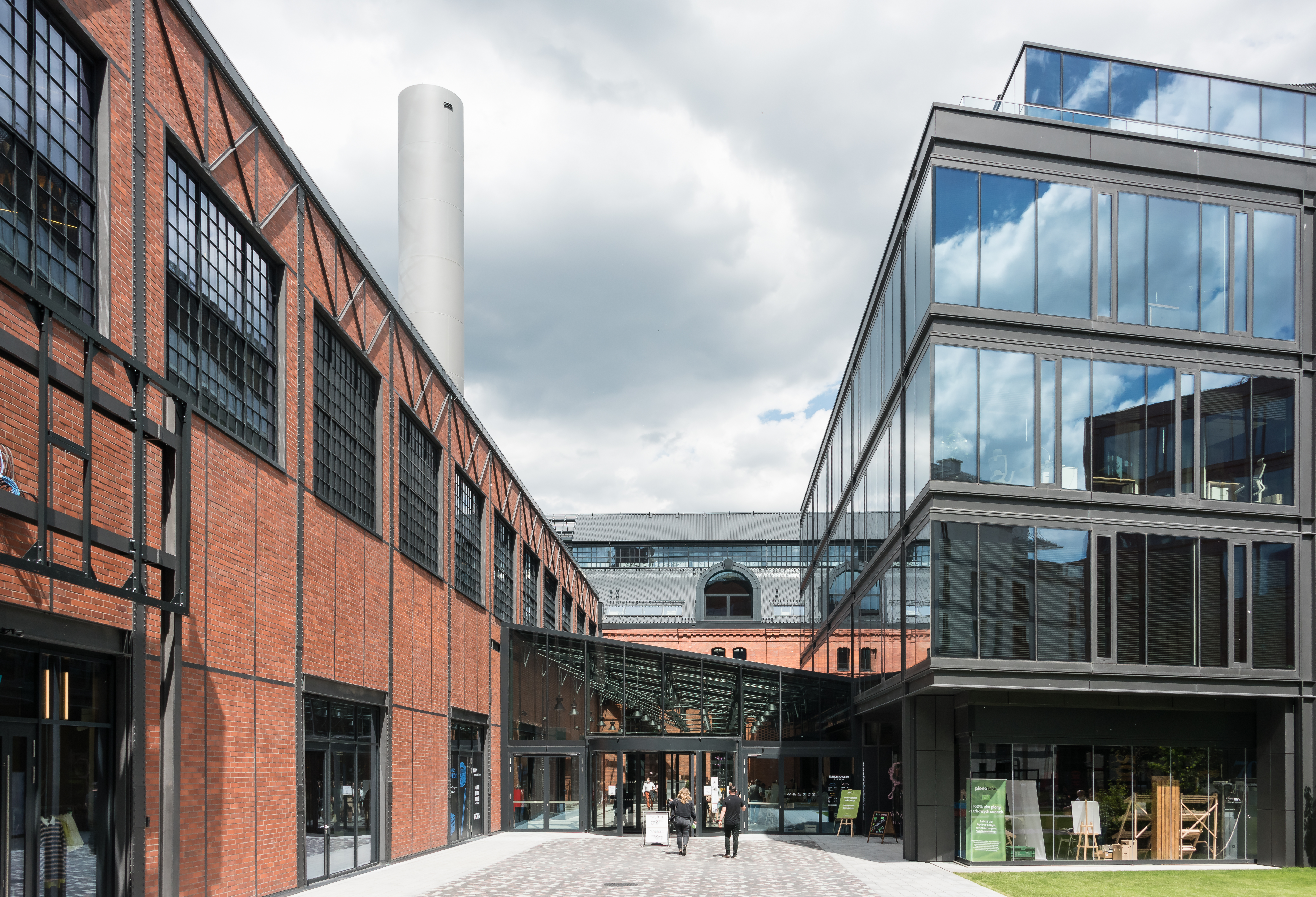
改造後的商場
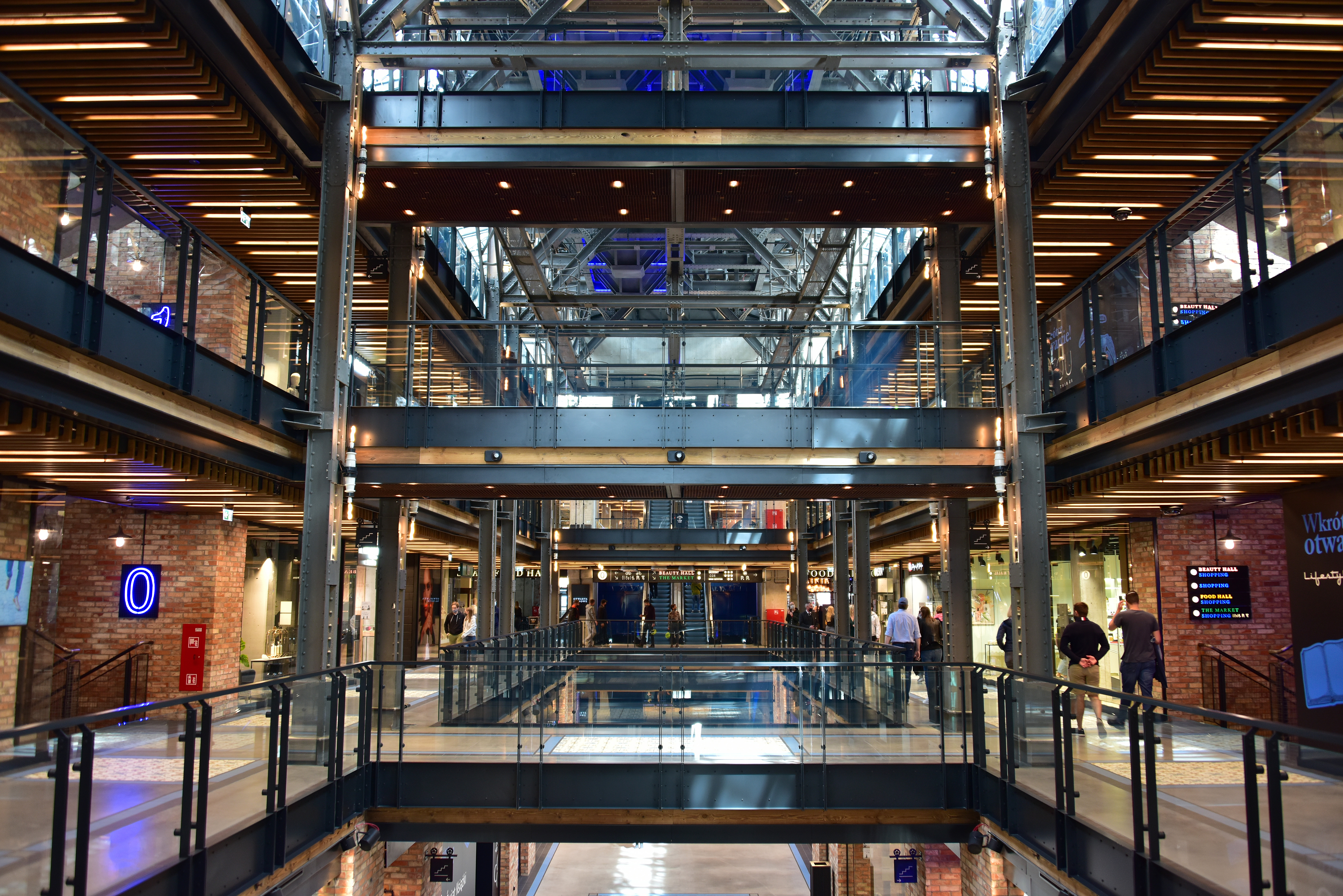
改造後的商場內部